# AIR
AIR (エアー?) es una novela visual japonesa desarrollada por Key, originalmente siendo un videojuego eroge lanzado el 8 de septiembre de 2000 para PC. Para las versiones posteriores, el contenido pornográfico fue retirado, está vez relanzándose para formato PC, Dreamcast y PlayStation 2. La versión para PC original fue nuevamente relanzada para Windows 2000 y XP bajo el nombre Air Standard Edition el 8 de abril de 2005. El último lanzamiento de Air estuvo disponible para PlayStation Portable y para teléfonos móviles SoftBank 3G y FOMA.
La jugabilidad en Air sigue un argumento que ofrece predeterminados escenarios con momentos de interacción y ofreciendo diferentes escenarios para cada heroína del juego. El juego está dividido en tres segmentos —Sueño, verano y aire— que sirven como diferentes fases en la historia. El título del juego refleja los temas prominentes del aire, de los cielos, y del uso de alas a través de su jugabilidad.
Air ha sido adaptada a varios medios. Una serie de manga fue publicada en la revista  Comptiq por la editora Kadokawa Shoten, entre agosto de 2004 y febrero de 2006. El manga fue ilustrado por Yukimaru Katsura. Una serie de anime de trece episodios fue producida por Kyoto Animation y transmitida entre enero y marzo de 2005. Un spin-off titulado Air in Summer, fue transmitido entre agosto y septiembre de 2005. Mientras el anime aún estaba en transmisión una película realizada por Toei Animation fue estrenada en los cines japoneses en febrero de ese mismo año.

## Argumento
Yukito es un joven viajero que se gana la vida realizando espectáculos de magia y marionetas, además de recorrer pueblos en busca de una joven con alas que vive en el cielo. Este mítico personaje pertenece a una historia que su fallecida madre solía contarle cuando era pequeño. Un día, Yukito arriba a una pequeña población costera en la que conoce a Misuzu, una joven de la que pronto se hace amigo y que le acoge en su casa. Con el paso del tiempo, Yukito conoce a otros peculiares personajes, con los cuales va profundizando su relación. Al mismo tiempo que Misuzu, va descubriendo cosas que le van dando un indicio de donde se puede encontrar la chica alada que su madre tanto buscó. Una historia de hace miles de años empieza a revelarse tras su extraña relación con Misuzu.

## Personajes
Yukito Kunisaki (国崎 往人 Kunisaki Yukito?)
Seiyū: Hikaru Midorikawa (novela visual y película), Daisuke Ono (anime)
Yukito es un peregrino que viaja por todo el país tratando de encontrar a "la chica del cielo", un objetivo que ha sido perseguido durante cientos de años en cada generación de su familia. Yukito vive de su comercio, una forma especial de manejar marionetas sin necesidad de hilos, que le fue enseñado por su madre antes de morir. Es descendiente y sucesor de Ryūya y Uraha. Durante su estancia en el pueblo en el que se sitúa Air, Yukito conoce una serie de chicas jóvenes y los extraños eventos que los envuelven, incluyendo su membresía temporal del club de astronomía de Minagi Tohno y el trabajo de medio tiempo que realiza en su momento para Kano Kirishima, la hermana menor de Hijiri. Se relaciona profundamente con Misuzu Kamio, pero después de que Misuzu cae enferma durante su estancia, descubre que la "enfermedad" de Misuzu empeora cada vez que esta empieza a hacer un amigo y decide irse del pueblo.
Misuzu Kamio (神尾 観鈴 Kamio Misuzu?)
Seiyū: Tomoko Kawakami
Misuzu es la primera de las tres chicas de Air que se reúne con Yukito. Ella se hace amiga suya y lo invita a quedarse en su casa. Su madre adoptiva es Haruko Kamio, aunque en realidad era su tía. Su madre biológica murió cuando Misuzu todavía era una niña, y su padre se la cedió a Haruko. Misuzu es alegre aunque bastante torpe. Suele decir "gao" (un sonido basado en el rugido de un dinosaurio) cuando algo la perturba o está a punto de llorar. Desde joven Misuzu ha tenido gran amor por los dinosaurios, hasta el punto de creer que los pollitos eran crías de dinosaurio. Después de varias semanas de permanecer en la ciudad natal de Misuzu, Yukito descubre que ella sufre de una misteriosa enfermedad que le hace llorar cada vez que ella piensa que ha hecho un amigo. Después, se descubre que es la reencarnación de Kanna, quien fue maldecida por monjes budistas antes de morir.
Haruko Kamio (神尾 晴子 Kamio Haruko?)
Seiyū: Aya Hisakawa
Es la madre adoptiva y la tía de Misuzu. Haruko ama a Misuzu como si fuese su propia hija, pero trata de distanciarse de ella porque teme que un día le será arrebatada. Sin embargo en la parte posterior de la serie se vuelve mucho más cercana afectivamente a Misuzu y cree que puede salvar su vida. Es muy extrovertida y le gusta beber después del trabajo, así como montar en su moto. El día del festival Haruko promete llevar a Misuzu, e incluso prepara un yukata con un dinosaurio impreso, pero aparece Keisuke (padre de la chica) y decide llevarse a Misuzu. En respuesta a la confusión de Misuzu, Haruko le dice que le deje estar con ella tres días más, y este acepta. En la película Haruko tiene una relación mucho más cercana con Misuzu y no hay ningún distanciamiento, en contrapartida con su versión de la serie. 
Kano Kirishima (霧島 佳乃 Kirishima Kano?)
Seiyū: Asami Okamoto
Una chica que sueña con poseer magia por lo cual nunca se quita un pañuelo de su muñeca, ya que le dijeron cuando era pequeña que si no se lo quitaba podría dominar la magia cuando fuera mayor. Es huérfana y vive con su hermana mayor Hijiri, que ha estudiado medicina. Kano sufre una extraña enfermedad. En la película solo hace un breve cameo.
Minagi Tohno (遠野 美凪 Tohno Minagi?)
Seiyū: Ryōka Yuzuki
Una chica inteligente pero algo callada, es la presidenta y única integrante del club de astronomía. Lleva un dolor profundo por la enfermedad de su madre, causada por la muerte de su segunda hija y llega hasta el punto de no reconocer a Minagi como su hija. Su padre era el dueño de una estación de locomoción hasta que se fue y formó un nuevo hogar con otra mujer, pero Minagi sigue visitando ese lugar. En la estación de su padre cuando era pequeña conoció a una chica llamada Michiru y desde entonces nunca se han separado. Cuando conoce a Yukito le ayuda a ordenar sus pensamientos, ya que ella se ha convencido de que no es más que una parte del sueño de su madre.

## Jugabilidad
La novela visual de Air se divide en tres segmentos, Sueño, verano y aire, las diferentes fases en la historia. Se puede acceder al segmento Verano tras completar los tres "finales buenos" de Sueño, mientras que a Aire, tras pasar los de Verano. En el segmento Sueño, el jugador asume al protagonista, Yukito, quien conoce a las tres heroínas —Misuzu Kamio, Kano Kirishima y Minagi Tōhno— una por una. mientras avanza la secuencia, el jugador interactúa con las heroínas y otros personajes, descubriendo las historias de las tres, dependiendo del caso. El segmento Verano es una novela lineal en el cual no se presentan ningunas opciones al jugador, y es narrado por Ryūya. El segmento Aire, se centra en Misuzu, la heroína principal del juego. El jugador asume el rol de Sora, un cuervo de quien se hace amigo ella.
La jugabilidad de Air requiere poca interacción del jugador, pasando la mayor parte del tiempo leyendo el texto que aparece en la pantalla, que representa el diálogo entre los distintos personajes hacia el protagonista. Tras el diálogo, aparece un "punto de decisión" donde el jugador deberá escoger una de tantas opciones. El tiempo entre estos puntos de decisión varía. El juego se detiene brevemente en estos puntos y dependiendo de qué decisión toma el jugador, el diagrama progresará en una dirección específica. Con los puertos del consumidor, si una opción indeseada fuera seleccionada, hay una opción para retroceder la historia para corregir el error. Sin embargo, si el jugador alcanza un "final malo" en la historia, el jugador no tendrá más opción que reiniciar el juego desde el punto en donde grabó.
Hay tres historias principales, una para cada heroína. El jugador deberá nuevamente pasar el juego varias veces para poder observar cada una de ellas y a su vez elegir diferentes opciones para ver los finales alternativos. A pesar de las conclusiones múltiples, las historias individuales se relacionan y sirven como una manera de fomentar la historia principal (que implica a Misuzu) hacia una conclusión única. Una de las metas de la versión original es la posibilidad de observar escenas hentai entre Yukito y una de las heroínas teniendo relaciones sexuales. Meses después, Key relanzó una nueva versión de Air, retirando dicho contenido.

## Desarrollo
Tras la finalización de Kanon, el personal de Key empezó la producción de Air, aumentando el número de empleados para el proyecto comparado con Kanon. El productor ejecutivo de Air fue Takahiro Baba de Visual Art's, la compañía publicitaria de Key. La planificación para Air estuvo encabezada por Jun Maeda quien fue uno de los dos principales guionistas, siendo Takashi Ishikawa el segundo. Los asistentes para el guion fueron cuatro más: Tomotaka Fujii, Kai, Tōya Okano, y Yūichi Suzumoto. La dirección de arte estuvo a cargo del artista Itaru Hinoue, quien trabajó en el diseño de personajes. Los gráficos computarizados fueron desarrollados entre tres personas — Miracle Mikipon, Na-Ga, y Shinory — y el escenario, fue realizado por Din y Torino. La música fue compuesta principalmente por Shinji Orito, y Magome Togoshi. Tras la finalización de Air, Tomotaka Fujii, y Takashi Ishikawa dejan key.
Jun Maeda, principal guionista de Air, comentó que a inicios de la realización de Air, se había decidido ya que se iba a hacer un eroge, y él asume que si no fuera por el contenido adulto, no hubiera tenido una buena aceptación comercial. Maeda también comentó que él quiso escribir Air para dar a los jugadores la oportunidad de experimentar la historia entera en conjunto algo que apenas se puede apreciar en los típicos juegos bishōjo, incluyendo Kanon. Mientras que el intenta hacer esto, Maeda también quiso hacer simultáneamente que se asemejara a las novelas visuales típicas en el mismo género que Air para dar al jugador la apariencia de que está en dos juegos distintos. Como tal, mientras que el juego incorpora historias de varios personajes, son todas diversas.

## Lanzamiento
Air fue lanzado el 8 de septiembre de 2000, solo jugable para PC en una edición limitada de dos CD-ROM, para el juego, y el álbum musical Ornithopter. El año siguiente es lanzado en tres diferentes versiones: la edición regular original para PC el 19 de julio de 2001; una versión para todas las edades el 27 de julio; y una para la consola Dreamcast el 20 de septiembre de 2001. La versión de Dreamcast incluye escenas nuevas, no disponibles en la versión original.
El segundo lanzamiento para una consola fue para la PlayStation 2 (PS2) lanzada el 8 de agosto de 2002. Luego de que se vendieran una gran cantidad de unidades del juego para PS2, tres años más tarde el 1 de septiembre de 2005, una versión más barata para PS2 también conocida como "la mejor versión" estuvo a la venta a casi la mitad del precio del primer lanzamiento para PS2. Para compensar la carencia de contenido erótico, dichas escenas fueron agregadas. El lanzamiento original para PC no incluía audio por parte de los personajes, aunque esto fue cambiado más adelante para Dreamcast, en la cual se incluyeron las voces, exceptuando al protagonista, y para PS2 la de todos los personajes.
La Edición Estándar de Air fue lanzada el 8 de abril de 2005 fue compatible para Windows 2000/XP en un DVD-ROM. Solamente en esta versión, tanto la edición regular como limitada, incluyeron escenas pornográficas. Por último, una versión para el PlayStation Portable y el teléfono móvil SoftBank 3G fueron distribuidos por Prototype. La versión SoftBank 3G fue lanzada el 1 de mayo de 2007, y la del PSP el 22 de noviembre de ese mismo año. Air fue también lanzada en los teléfonos móviles, como un VGA, FOMA producidos por NTT DoCoMo. La versión para los teléfonos de FOMA estuvo dividida en dos archivos: el de Sueño en un archivo, y Verano y Aire en el segundo.

## Adaptaciones

### Manga
Un manga de Air fue publicado en una revista de juegos para computadora Comptiq entre el 10 de agosto de 2004 y el 10 de febrero de 2006. Los capítulos fueron compilados en dos tankōbon por la editora Kadokawa Shoten. La historia estuvo adaptada de la novela visual original, y fue ilustrada por el mangaka Yukimaru Katsura. Con un total de 15 capítulos, el primero tankōbon incluía nueve capítulos, mientras que el segundo, seis más dos omake incluidos al final de cada volumen. La versión del manga relata los segmentos de Sueño y Aire casi en su totalidad, mientras que el de Verano, solo es narrado brevemente en comparación con las otras dos. La historia principal es la de Misuzu con Kano y Minagi como personajes secundarios. Sin embargo, la historia de Minagi es narrada en los omake del volumen dos.
Hay también cinco antologías del manga realizadas por varias compañías e ilustradas por diferentes artistas. El primero en lanzarse, fue el de la editora Ichijinsha bajo el título Air Comic Anthology, el 25 de enero de 2001 con la etquieta de DNA Media Comics. Se publicó hasta el 25 de diciembre de 2001 con siete volúmenes. la segunda antología,Air Anthology Comic, fue lanzado en un volumen único por Softgarage el 20 de diciembre de 2002. El 17 de abril de 2004, Ohzora lanzó una antología sobre dos trabajos de Key, Kanon y Air titulada Haru Urara: Kanon & Air. Ohzora también lanzó otras tres antologías, Air, el último, publicado el 24 de marzo de 2005. La última antología fue lanzada en un volumen el 2 de abril de 2005 por Jive, titulada Comic Anthology Air: Kimi no Iru Basho. Cada antología fue escrita y dibujada por un promedio de veinte personas por volumen.

### CD drama
Hubo nueve CD drama basados en Air lanzados por Lantis. Los primeros tres presentan en cada portada a una heroína diferente. Estos tres discos fueron lanzados el 24 de agosto de 2005. El siguiente pack de tres discos, fueron lanzados el 21 de octubre de 2005. Los últimos tres se estrenaron luego de que el segundo pack de discos tuvo una buena aceptación en el mercado. El séptimo disco se centra en los eventos del segmento Verano, mientras que el octavo y noveno, en el segmento Aire. Al menos en el último disco, lanzado el 25 de enero de 2006, se incluyó contenido de la historia de las novelas visuales.

### Anime
El 17 de noviembre de 2004, un teaser DVD llamado "Air prelude" fue producido conteniendo entrevistas del elenco del anime, opening y ending sin créditos, y agregados promocionales para la serie; este DVD estuvo en edición limitada, realizándose solo 20,000 copias. La serie de televisión estuvo producida por Kyoto Animation, dirigida por Tatsuya Ishihara, escrita por Fumihiko Shimo, y el diseño de personajes estuvo a cargo de Tomoe Aratani quien se basó en los diseños originales de Itaru Hinoue. Constó de un total de trece episodios, siendo doce la historia completa, mientras que el decimotercero una recapitulación sobre Misuzu. El Anime fue licenciado para su transmisión en Norteamérica por Funimation Entertainment. El anime también sigue la novela visual original, dividiéndose en las tres partes; Sueño (episodios uno al siete), verano (episodios ocho y nueve), y Aire (episodios diez al doce). La serie se transmitió entre el 6 de enero de 2005 y el 31 de marzo de 2005 por la cadena televisiva BS-i. Los temas musicales de la novela visual de Air se usaron también para el opening, el ending y la banda sonora original. Tras el final de la serie, un especial de televisión llamado Air in Summer fue transmitido en dos capítulos, el primero el 28 de agosto de 2005, y el segundo el 4 de septiembre de 2005 en BS-i. Air in Summer, tanto como la producción como el elenco se mantuvieron.
Un DVD lanzado el 31 de marzo de 2005 llamado "Air Memories" contiene material adicional a la serie, como entrevistas al elenco, y secuencias finales del decimosegundo y último episodio, en un total de noventa y dos minutos. Los episodios fueron lanzados entre el 6 de abril y el 7 de septiembre de 2005 por Pony Canyon en edición limitada y regular con dos episodios por volumen. El DVD para Air in Summer fue lanzado el 5 de octubre de 2005 en Japón. Adicionalmente, Air se convirtió en una de las primeras series en lanzarse en formato Blu-ray el 22 de diciembre de 2006.

### Película
Dirigida por Osamu Dezaki, Air fue estrenada en los cines japoneses el 5 de febrero de 2005. La película, animada por Toei Animation, es una reinterpretación de la historia original centrándose en la de Misuzu Kamio. Yukito Kunisaki llega a la ciudad de Kami como una oportunidad de conseguir dinero durante sus vacaciones de verano y conoce a Misuzu en su primer día en la ciudad. Ellos rápidamente se vuelven amigos y una historia milenaria empieza a descubrirse. 
La película fue lanzada en formato DVD en tres diferentes ediciones: edición de colección, edición especial, y la edición regular el 5 de agosto de 2005. La primera, fue vendida a 9,500 yen en una caja especial en donde se incluía un disco de la película y cuatro comerciales promocionales. Además, se agregó un cuadernillo de 402 páginas con imágenes promocionales, y un borrador del guion. La edición especial, también a 9,500 yen, contenía la película, un CD drama de 61 minutos y un CD orquestal de cuarenta minutos con canciones de la película. La edición regular, a 6,800 yen, solo contenía la película.
La banda sonora original titulada Air Movie Soundtrack fue lanzada 25 de marzo de 2005 por Frontier Works. Se incluía en el disco veintitrés canciones. Los primeros veintidós son canciones de fondo de la película, compuestas por Yoshikazu Suo. La última canción, "If Dreams Came True", está basada en "Dos personas" (ふたり Futari?) del Air Original Soundtrack de la novela visual. "If Dreams Came True" es interpretado por Eri Kawai.

## Banda sonora
La novela visual tiene tres canciones principales: "Canción del Ave" (鳥の詩 Tori no Uta?), el opening; "Farewell song" (Canción de despedida), el ending; y "Cielos Azules" (青空 Aozora?). Cada canción es interpretada por Lia de I've Sound y la letra fue compuesta por Jun Maeda. Cinco personajes tienen su propia canción, siendo las tres heróinas, Kanna, y Michiru. El de Mizusu es "Luces de Verano" (夏影 Natsukage?); el de Kano, "Charco" (水たまり Mizutamari?); el tema de Minagi es "Arco iris" (虹?); el de Kanna, "Pequeña luna" (月童 Tsukiwarawa?); por último, el tema de Michiru es "Mariquita" (てんとう虫 Tentōmushi?).
El primer disco, Ornithopter, salió a la venta en paquete con el juego original de Air en septiembre del 2000. El siguiente disco fue publicado el 21 de agosto del 2001 como un maxisencillo titulado "Natsukage / Nostalgia" y contiene una versión a capela de "Summer Lights" (夏影 Natsukage?), y un B-side track; both songs were sung by Lia y el resto del sencillo fue producido por Jun Maeda. The game's original soundtrack fue lanzado en septiembre del 2002, conteniendo dos discos con 31 canciones diferentes junto con un remix y versiones instrumentales de los temas de entrada y final. Un álbum con piano arrange fue lanzado a la venta en diciembre de 2003, llamado Re-feel que contenía 5 canciones de Air y 5 de Kanon. Un LP álbum contenía versiones originales de los tres temas principales además de remixes de los temas de entrada y salida, fue lanzado a la venta en mayo de 2006 de nombre Air Analog Collector's Edition: Tori no Uta / Farewell song. Cada uno de los álbumes lanzados para la versión de la novela visual fueron realizados por la división disquera de Key Key Sounds Label. El disco movie's original soundtrack fue lanzado a la venta en marzo de 2005 por Frontier Works. En síntesis, la música de Air ha sido bien recibida, y la banda sonora original de la novela visual obtuvo ventas altas. El tema de entrada fue envuelto en un problema de copyright en 2005.

## Recepción
De acuerdo con el ranking nacional japonés de juegos bishōjo, el Air original para ordenador fue número uno.